# Petre Dumitrescu
Petre Dumitrescu (Dobridor, distrito de Dolj, 18 de febrero de 1882 - Bucarest, 15 de enero de 1950) fue un militar rumano, que alcanzó el grado de general, asumiendo mandos importantes en el Ejército rumano en el Frente Oriental durante la Segunda Guerra Mundial contra el Ejército Rojo, período en el que mandó el 3.º Ejército rumano, llegando incluso a mandar brevemente al 6.º Ejército alemán.

## Inicios de su carrera militar
Petre Dumitrescu nació en la localidad de Dobridor, del distrito de Dolj, en la Oltenia, el 18 de febrero de 1882.
En 1901 inició sus estudios en la Escuela de Oficiales de Artillería e Ingenieros, saliendo licenciado de la misma en 1903 con el grado de segundo teniente. Dumitrescu fue ascendido al grado de teniente en 1906 y, cinco años más tarde, al de capitán. Aquel mismo año, fue admitido en la Academia Militar en Bucarest, de la que se graduó en 1913.
Para 1914, a inicios de la Primera Guerra Mundial, Dumitrescu era ya comandante. Aunque en un primer momento el país fue neutral en la guerra, acabó por unirse a las filas de los Aliados.
Acabada la guerra, Dumitrescu prosiguió su carrera, ascendiendo en la jerarquía militar: teniente coronel en 1920, general de brigada en 1930 y un mayor general en 1937.
Entre 1937 y el principio de la Segunda Guerra Mundial, Dumitrescu estuvo destinado como agregado militar en París y en Bruselas. Tras su regreso a Rumania desde estas legaciones, se le otorgó el mando del 1.º Ejército.

## La Segunda Guerra Mundial

### Los años de éxitos
El 25 de marzo de 1941, Petre Dumitrescu fue nombrado comandante en jefe del 3.º Ejército, cargo que mantendría a lo largo de toda la duración de la guerra, que estaba a punto de iniciarse para Rumania, que ya se había convertido en una aliada del Tercer Reich. 
En el marco de la Operación Barbarroja, la invasión de la Unión Soviética por la Wehrmacht, el 5 de julio de 1941 las tropas de Dumitrescu atacaron en la Bucovina del norte, tomando Chernivtsi y reclamando el territorio, que había sido ocupado por las tropas soviéticas desde el 28 de junio de 1940 tras las presiones a que la Unión Soviética había ejercido sobre Rumania. 
Tras estos primeros combates, el 3.º Ejército atravesó el río Prut para recuperar la Besarabia, que había sido igualmente cedida a la Unión Soviética en 1940. El 11.º Ejército alemán, del Grupo de Ejércitos Sur, cubría el flanco derecho de Dumitrescu mientras que éste avanzaba hacia el Dniéster. En aquel punto su ejército y el 11.º Ejército alemán intercambiaron sus posiciones, con los alemanes prosiguiendo el avance desde el Dniéster hacia el río Bug Meridional, y Dumitrescu permaneciendo en el recién recuperado territorio rumano. En septiembre de aquel mismo año, el 3.º Ejército de Dumitrescu rechazó una tentativa del Ejército Rojo de cruzar el Dniéster en el este, en la retaguardia del 11.º Ejército alemán.
Tras convencer Adolf Hitler a Ion Antonescu para proseguir la lucha más allá de las antiguas fronteras de Rumania en 1940, Dumitrescu condujo al 3.º Ejército hacia el este hasta alcanzar Crimea, tomando parte en la batalla del Mar de Azov. Hacia el 10 de octubre, el 3.º Ejército rumano había avanzado 1700 kilómetros desde Rumania y había participado en cuatro batallas de importancia y en 42 enfrentamientos menores. El 3.º Ejército de Dumitrescu ya había hecho 15.565 prisioneros de guerra, tomando al Ejército Rojo 149 carros de combate, 128 piezas de artillería y más de 700 ametralladoras, sufriendo por su parte 10.541 bajas: 2.555 muertos, 6.201 heridos y 1.785 desaparecidos.
Como recompensa por su actuación en esta campaña, se le concedió a Dumitrescu la Cruz de Caballero de la Cruz de Hierro, siendo el segundo militar rumano en recibir el premio tras el propio Ion Antonescu. Más tarde se le premiaría con las Hojas de Roble para su Cruz de Caballero. En octubre fue premiado con la Orden de Miguel el Valiente, la más alta condecoración militar rumana.
El 18 de julio de 1942 fue nuevamente ascendido, pasando a ser el segundo en la jerarquía militar rumana tras el mariscal Antonescu. Poco después de su ascenso, Dumitrescu avanzó hacia la península de Taman entre el mar de Azov y el mar Negro, creando así un vital puente de enlace entre las fuerzas del Eje en Europa y aquellas unidades de la Wehrmacht que habían penetrado más profundamente en el interior de la Unión Soviética.

### La batalla de Stalingrado
A finales de 1942, las tropas alemanas se hallaban en el interior de Stalingrado sosteniendo una dura lucha con el Ejército Rojo en la batalla en la ciudad. Ante ello, el OKW optó por reforzar a las tropas en el interior de la ciudad enviando a la totalidad del 6.º Ejército alemán, dejando al 3.º Ejército rumano la misión de proteger las alas del mismo, fuera de la zona de lucha, además de participar en la lucha en la ciudad. La consecuencia de ello fue que el 3.º Ejército rumano dispuso desde ese momento de cada vez menos tropas para hacerse cargo de un frente que por el contrario cada vez era mayor. Hasta cierto punto se solventó la situación (al menos aparentemente) con la decisión del Alto Mando alemán de incorporar todas las fuerzas rumanas existentes al sudoeste de la Unión Soviética en el seno del 3.º Ejército. Sin embargo, el mismo Alto Mando decidió hacer caso omiso a los informes presentados por Dumitrescu acerca de una acumulación de tropas soviéticas en el sudoeste, así como de sus sugerencias acerca de eliminar la cabeza de puente que los rusos mantenían en Kletskaya.
En noviembre de 1942 el Ejército Rojo lanzó un ataque demoledor en el sudoeste, abriéndose paso a través de las débiles líneas rumanas y obligando a Dumitrescu a retroceder, causando el cerco de todo el 6.º Ejército alemán en Stalingrado, en lo que suele considerarse como un punto de inflexión en el desarrollo de la lucha en el Frente Oriental.

### Los años de derrotas
Desde ese mismo momento, el 3.º Ejército rumano, como sus aliados alemanes, no dejaría de retroceder, hasta alcanzar de nuevo las antiguas fronteras rumanas.
En 1944, a punto de iniciarse la batalla de Rumania, es decir, la invasión del país por el Ejército Rojo, el plan de Dumitrescu era que debía alcanzar Bucarest y evitar cualquier combate con el Ejército Rojo a lo largo de su ruta. Sin embargo, tropas soviéticas tendieron una emboscada al 3.º Ejército, que cuando alcanzó Bucarest había perdido a más de 130.000 soldados rumanos, hechos prisioneros por los rusos.
Sin embargo, como sucedía con el resto de Rumania y del Ejército rumano, Dumitrescu se había hecho a la alianza proestadounidense, volviéndose contra los alemanes y capturándoles más de 6000 prisioneros.

## La posguerra
Finalizada la guerra, Dumitrescu fue acusado por haber cometido crímenes de guerra por el nuevo gobierno comunista del país, pero fue absuelto debido la falta de evidencias de dichos posibles crímenes. 
Petre Dumitrescu falleció por causas naturales en su residencia de Bucarest el 15 de enero de 1950.